# 丁湖镇
丁湖镇，是中华人民共和国安徽省宿州市泗县下辖的一个乡镇级行政单位。

## 行政区划
丁湖镇下辖以下地区：
丁湖村、石丁村、苗尤村、丁陈村、春韩村、吴圩村、文湖村、大桥村、向阳村、索滩村、樊集村、汤湖村和付湖良种场。